# Kolvbult
Kolvbult är motordel. Det är en axel som förbinder vevstaken med kolven i en kolvmotor.
Kolvbulten är fäst i två av kolvens sidor samt i den övre delen av vevstaken. Vid montering pressas kolvbulten från ena sidan på kolven genom vevstaken och kolvlagret för att sedan nå den andra sidan av kolven. Kolvbulten förhindras att glida ur kolven och in i cylinderväggen av en låsring på vardera sidan. Kolvbultens längd är alltid något mindre än kolvens diameter.